# Virginia Ordóñez
Virginia Ordóñez (n. Ciudad Juárez, Chihuahua, México; 1986) es una actriz, dramaturga, escénografa y directora de escena mexicana.

## Biografía
Egresada de la carrera de Arquitectura por la Universidad Autónoma de Ciudad Juárez y de la Maestría en Comunicación por la Universidad Autónoma de Chihuahua con la tesis "Tecnologías de comunicación y construcción visual en el arte escénico". Con estudios de licenciatura en artes para la expresión teatral en la Universidad de Guadalajara. Diplomada en Teoría y Lenguaje Cinematográfico. Incursionó en las artes escénicas en 1991, cuando entró a un taller teatral con el maestro Octavio Trías. 
Ha representado a la UACJ en festivales de talla nacional e internacional, entre ellos: Festival Internacional Cervantino, Festival Internacional Chihuahua, Muestra del Mercado del Sur celebrada en Paysandú (Uruguay) y una temporada en Teatro Ibérico de Lisboa en Portugal.
Fue seleccionada por el Fondo Nacional para la Cultura y las Artes en la categoría jóvenes creadores con el proyecto: Entre el cuerpo de Basaseachi y los ojos de los Chabochis.
Y ha sido acreedora en tres ocasiones del estímulo a la Creación y Desarrollo Artístico Alfaro Siqueiros, en la última ocasión dentro de la categoría creadores con trayectoria.
Parte de su obra como dramaturga se encuentra en los libros: En la Frontera Norte Ciudad Juárez y el Teatro, y Escribir las Fuerzas.
Directora artística de la asociación civil “Litoral Internacional para las Artes” y de la Compañía Teatral del UACJ Candilejas del Desierto desde finales del 2010, de la cual es miembro desde el 2007, año en que fue fundada por el reconocido director español y galardonado con la orden del mérito portuguesa José Manuel Blanco Gil.